# Villadepalos
Villadepalos es una localidad del municipio de Carracedelo, en la comarca de El Bierzo, en  la provincia de León, Comunidad Autónoma de Castilla y León (España). El pueblo se divide en 2 enclaves bien diferenciados: El Barrio de Arriba y el Barrio de Abajo, al margen de que luego, cada uno de ellos, disponga de sus propios barrios o zonas (Las Manrulas, La Leira, La Renueva, El Fabeirín, Codesais, La Mata, La Divisiña...). 
Respecto a los orígenes del asentamiento, en sus inmediaciones se han encontrado las ruinas de un castro astur. En la exposición permanente del Museo de León podemos ver un Ara votiva al dios Bodus (Finales del siglo II - III d. C.), que fue donado al museo en 1866 por el Obispado de Astorga, y que fue hallado en esta localidad.
Debido a su cercanía con Las Médulas, las aguas de sus ríos han sido objeto de la fiebre del oro, que desde la ocupación romana se ha vivido en la zona, en distintas épocas; como ocurrió a principios del siglo XX con la famosa 'Draga del Sil', barco que puso en funcionamiento la Compañía Anónima Española de Explotaciones Auríferas en 1908 con el fin de rescatar el oro alojado en los fondos de los ríos de la zona que dejó la explotación romana.
En su asentamiento, el Río Cúa desemboca en el Río Sil, bañando las aguas de ambos ríos el pueblo, y haciendo de este un lugar con multitud de presas, pozos, y fuentes. En verano es tradicional que la gente del pueblo pase las tardes en alguna de las playas fluviales que se disponen a tal uso.
Es precisamente el agua, un elemento que ha marcado claramente la vida de los habitantes de la localidad, siendo un pueblo de pescadores. Antiguamente se pescaba con red, lo que hacía de la pesca una actividad provechosa, pues con este método se podían capturar, en pocas horas, cientos de kilos de pesca (mayoritariamente peces y truchas), que posteriormente, y ya en el pueblo, eran escabechados por las mujeres para su conservación (salvo la cantidad destinada a comer fresco o a la venta). Aún hoy, en los meses de calor, suele ser tradicional que los mozos se junten para ir a pescar unos peces y/o cangrejos, para luego merendarlos.
El patrón de Villadepalos es San Sebastián (20 de enero), celebrándose normalmente una verbena amenizada por alguna orquesta. Y la patrona es Santa María Magdalena (22 de julio), en cuyo honor se celebran las Fiestas Patronales. Suelen organizarse de 3 a 5 días de fiesta, y de ello se encarga la Comisión de Fiestas, órgano voluntario formados por vecinas y vecinos de la localidad. Suele haber distintas actividades para los niños, otras de interés socio-cultural, verbenas amenizadas con orquestas y, el día de la Patrona, se organiza el famoso Camarín (alfombra floral): como en otros muchos lugares de España, se realiza una procesión, originariamente la de Corpus, en la que la custodia recorre las calles del pueblo engalanado para finalizar en un camarín adornado con flores, puras y efímeramente bellas; el tramo final de la procesión se realiza sobre un tapiz, con dibujos alegóricos. Es un esfuerzo paciente, colectivo, imaginativo y con una expresividad plástica notabilísima, que suele sorprender año tras año a vecinos y visitantes. La tarea la realizan los vecinos durante toda la noche previa a la procesión, y suele alternarse en años: un año se hace en el Barrio de Arriba, y al siguiente en el de Abajo. Se celebra también el disputado concurso de RAROS el 3º Domingo de Agosto, muy apreciado por los habitantes. 
Hasta los primeros años del siglo XXI, las fiestas tenían una ubicación específica: El Campo del Virto, donde incluso había un escenario permanente para las orquestas, en el que las Fiestas de Villadepalos alcanzaron su mayor auge (años 80 y 90), con la aparición por un breve espacio de años de las bodegas, que hicieron de estas fiestas unas de las más importantes del Bierzo. Por problemas logísticos, el Campo del Virto dejó de utilizarse como sede permanente de las fiestas, y tras unos años sin celebrarse, han vuelto con fuerza en distinta ubicación: el Campo de la Vila, donde se encuentran las actuales escuelas, en cuyo patio se ubican la barra del campo, las atracciones, y las orquestas que amenizan las verbenas.
También gozan de mucha fama las celebraciones de Semana Santa, con la misa y procesión del día de Viernes Santo, donde se sacan en procesión la Urna, y las figuras de María Magdalena, La Dolorosa y el San Juanín.
El deporte ha formado parte del día a día del pueblo, sobre todo el fútbol, disciplina que cuenta con gran tradición y afición en Villadepalos. Actualmente, el pueblo cuenta con el equipo de fútbol Club Deportivo Berciano Villadepalos, descendiente del mítico A.D. Villadepalos, (cuyo origen se remonta a los años 40) con sede en el Campo de La Barca, con una capacidad aproximada de 500 espectadores. Actualmente milita en la Primera Provincial de Aficionados de León. Su máximo goleador histórico es Daniel Vuelta 'Pájaro', con más de 500 goles, y entre sus jugadores ilustres de distintas épocas se encuentran: Porfirio, Odón, Manolo y Felín Escuredo, Silverio ‘Chaparro’, Tacones, Villanueva, Pepe Ares, Diego Gago, Lorencín, Diego Diñeiro, Berto, Pepe ‘Pataco’, Carlos ‘Araña’, Ferrete, Eduardo ‘Chaparro’, Sevillano, Garnelo, Luis‘El Ebanista’, Cirilo, Truji, Pepín, Santi Vidal, Juancho y Carlos Gago, Marcos e Iván Ares, Jorge Merayo, Billy, Ivanón, Eduardo, Yoni, Alex Bello, Merodo, Marcelo...
Mención especial merece Torino Rivera, único jugador local que llegó a firmar por un primera división (Club Atlético de Madrid).
En la actualidad, se celebra todos los veranos un torneo o memorial de fútbol en honor a Santiago Pacios 'Mundi', otro excelente futbolista de Villadepalos, que perdió la vida de manera trágica a los 34 años, jugando precisamente al fútbol.
En el pueblo se habla, sobre todo entre la gente mayor, una especie de dialecto gallego, y por supuesto castellano. Entre sus comidas típicas encontramos la empanada (de varios tipos), el caldo de fréjoles y de berza, el caldo de peces, los cangrejos en salsa picante, las anguilas y truchas fritas con pimientos, los magostos de castañas, y todo lo relativo a la fiesta de la matanza, otra de las grandes tradiciones de Villadepalos (las frebas, el lomo, el arroz de la matanza, los tornezos, las filloas de sangre...). Para la Pascua es tradición hacer limonada y rosca.
Es singular el ambiente que se vive en las rondas de los bares (salir a tomar vinos o cerveza), que podríamos decir es a diario, pero adquiere mayor afluencia en fines de semana, y periodos vacacionales; en los varios bares de la localidad, se estilan todo tipo de pinchos, y es típico encontrar corros de hombres y mujeres que, al calor de un vaso de vino, entonan canciones típicas de la zona, dando un colorido festivo a cualquier día de ronda. 

## Situación
Se encuentra en el municipio de Carracedelo a 2 kilómetros del mismo
Se encuentra:
- Al SO de Carracedelo
- Al SE de Toral de los Vados
- Al N de Carucedo
- Al NO de Villaverde de la Abadía
- Al O de Posada del Bierzo

## Evolución demográfica
| 2000 | 2001 | 2002 | 2003 | 2004 | 2005 | 2006 | 2007 | 2008 | 2009  | 2010 | 2011 | 2012  | 2013  |
| 993  | 983  | 990  | 968  | 944  | 939  | 954  | 971  | 990  | 1.010 | 989  | 989  | 1.001 | 1.032 |